# Битва при Монферране
Битва при Баари́не — сражение между армией крестоносцев под командованием короля Фулька и войсками эмира Мосула и Алеппо Занги в 1137 году. Крестоносцы потерпели поражение и потеряли крепость Монтферран.

## Предыстория
Когда Занги стал правителем Мосула (1127) и Алеппо (1128), крестоносцы столкнулись с опасным противником. В течение нескольких лет после этого Занги расширил свои земли за счет соседних мусульманских государств. При необходимости договариваясь с христианами, мусульманский эмир Дамаска успешно сопротивлялся усилиям Занги по захвату города.

## Перед битвой
В мае 1137 года атабек Алеппо и Мосула Занги двинулся на Химс, находившийся под управлением визиря атабеков Дамаска Муинеддина Унура, но не мог взять город, потому что тот был хорошо укреплён. Увидев катапульты, установленные воинами Занги, Унур решил, что не сможет долго оборонять город. Он применил хитрость и сообщил франкам, что намерен капитулировать. Раймунд Триполитанский, не желая, чтобы Занги получил город в двух днях пути от Триполи, выступил против него. Занги поспешно заключил перемирие с Унуром. Он осадил самую мощную крепость крестоносцев в этом регионе, Монтферран, лежавшую на пути из Триполи в Хаму . Согласно Ибн аль-Адиму, Занги решил напасть на христиан поскольку они хотели оказать помощь управлявшему Хомсом эмиром атабека Дамаска Унуру. Раймунд направил просьбу о помощи к королю Иерусалима Фульку, своему дяде по матери. Примерно в это же время Раймунд Антиохийский обратился с просьбой о помощи против императора Византии Иоанна II. Тогда король собрал армию и  объединился с войсками Раймунда. Король и граф планировали сначала сразиться с Занги у Монферрана, а затем двинуться к Антиохии. Занги снял осаду Химса и направился навстречу противнику.

## Битва
У стен Монферрана состоялось первое серьёзное сражение между Занги и крестоносцами. Битва была короткой, франки были разгромлены, все франкские пехотинцы и большая часть рыцарей были или убиты, или пленены: Ибн аль-Адим писал про 2000 убитых франков.  Сам Раймунд  попал в плен, брат графа Жослена I Эдесского был убит, король Фульк бежал  в Монферран. По пути в крепость он потерял все припасы, которые вёз защитникам. Фульк только успел послать гонца в Иерусалим с просьбой о подмоге, как, по словам Ибн аль-Асира, «Занги перерезал все пути и столь затруднил сообщение, что осаждённые не знали более, что происходит в их стране».

## После битвы
Король  отправил в Антиохию, Иерусалим и Эдессу просьбы о помощи.  Раймунд Антиохийский, Жослен II Эдесский, Балдуин Марашский и патриарх Иерусалимский Вильгельм I откликнулись и привели войска.  Занги знал о приближающейся армии христиан и хотел быстро завершить осаду Монферрана до прибытия к осажденным помощи. Он предложил легкие условия капитуляции: крепость переходит к нему, осаждённые выплачивают ему 50 тысяч динаров, все пленые христиане (включая Раймунда)  освобождаются,  король и его люди получают гарантии безопасного выхода из крепости. Франки  приняли условия, не подозревая, как близка помощь - в отличие от них Занги уже использовал голубиную почту и получал новости быстро. Фульк принял условия (Рансимен  называл такие требования «огромной радостью для Фулька») и поспешил покинуть крепость. Монферран, Рафания и 50 000 динаров достались Занги, который сразу приказал снести Монферран. Рафания и Монтферран более никогда не возвращались в руки христиан, северо-восточная граница графства была  придвинулась к Средиземному морю.

## Причины поражения
Гийом Тирский называл три причины поражения: были просто «лишены божественного благоволения», Занги был «чрезвычайно мудрым человеком, обладавшим большим опытом в военных делах», местные проводники вели франков  по  узким горным тропам, что помешало   защищаться. При этом хронист не мог ответить определенно, «было ли это сделано по ошибке или по злому умыслу».

## Последствия
Фульк более не собирался идти на помощь Антиохии и Раймунду Антиохийскому пришлось  присягнуть  Иоанну Комнину и предоставить ему  доступ в Антиохию. Взамен  император  позволил Раймунду и его преемникам править от имени императора в Антиохии и  Алеппо, Шайзаре, Хаме и Хомсе, если император их покорит.